# Wedge Antilles
Wedge Antilles és un personatge de l'Univers de Star Wars.
Aquest pilot humà pertanyia a l'Aliança Rebel i era un dels millors en el seu ofici. Durant la batalla de Yavin, tenia el codi de Roig Dos i pilotava una nau caça tipus ala X (X-Wing). En el fragor dels combats, en una àgil maniobra salva al pilot Luke Skywalker (Roig Cinc) d'un Tie Fighter que l'estava perseguint. Wedge Antilles va sobreviure a aquest assalt al primer Estel de la Mort, ja que la seua nau va ser danyada i va haver de retirar-se de l'acció (al seu pesar), salvant així la seua vida.
Temps després en ser descoberta L'Aliança Rebel en el Planeta Hoth, l'Imperi ataca la base, i en la batalla en evacuar les instal·lacions rebels, Wedge ajuda al Comandant Luke Skywalker a derrocar a un AT-AT imperial (All Terrain Armored Transport), ja que el seu artillero havia mort, Wedge al costat de Janson en el seu veloç Snowpeeder atrapen amb un cable les potes del pesat transport de combat, sent aquest el primer vehicle en ser destruït i donar més temps a l'evacuació.
Més tard Wedge Antilles va participar en la batalla aèria d'Endor i juntament amb Lando Calrissian es va endinsar en les profunditats del segon Estel de la Mort. I com si tinguera comptes pendents a saldar (per l'incident a Yavin), Antilles va maniobrar excepcionalment el seu caça per un intricat laberint metàl·lic i va destruir la Torre Nord del generador de l'estació espacial, contribuint així a l'explosió final.
Wedge Antilles (Roig Dos) va ser un pilot excepcional, participant en situacions claus en la Trilogia La Guerra de les Galàxies. En Històries posteriors el personatge de Wedge Antilles passa a ser Comandant del llegendari Esquadró Murri, format per les grans gestes que aquesta unitat va aconseguir en la guerra contra l'Imperi, a aquesta unitat només entrarien els millors pilots de combat, els quals participarien en missions d'alta importància com també d'escortes d'elit de la Nova República.
Diversos anys més tard, Wedge seria recompensat amb el control del Lusankya, el segon dels destructors de classe Executor.